# Guatemala op de Olympische Zomerspelen 1992
Guatemala nam deel aan de Olympische Zomerspelen 1992 in Barcelona, Spanje. Er werden geen medailles gewonnen door Guatemala.

## Deelnemers en resultaten per onderdeel

### Boksen
| Olympiër       | Discipline | Resultaat | Prestatie                                                |
| -------------- | ---------- | --------- | -------------------------------------------------------- |
| Magno Ruiz     | -54kg (m)  | 17e       | 1ste ronde: V van ZAM Chongo: 3-7                        |
| Mauricio Ávila | -60kg (m)  | 9e        | 1ste ronde: vrij 2de ronde: V van MGL Bayarsaikhan: 0-15 |

### Gewichtheffen
| Olympiër      | Discipline | Resultaat | Prestatie                                                      |
| ------------- | ---------- | --------- | -------------------------------------------------------------- |
| Luis Coronado | -75kg (m)  | 28e       | trekken: 27ste met 130kg stoten: 27ste met 165kg totaal: 295kg |

### Gymnastiek
| Olympiër           | Discipline               | Resultaat | Prestatie                                                            |
| ------------------ | ------------------------ | --------- | -------------------------------------------------------------------- |
| Luisa Portocarrero | individuele meerkamp (v) | 18e       | kwalificatie: 24ste met 78,373 punten finale: 18de met 39,161 punten |

### Moderne vijfkamp
| Olympiër       | Discipline | Resultaat | Prestatie   |
| -------------- | ---------- | --------- | ----------- |
| Sergio Sánchez | mannen     | 47e       | 4860 punten |

### Schietsport
| Olympiër                      | Discipline            | Resultaat | Prestatie                                                                                 |
| ----------------------------- | --------------------- | --------- | ----------------------------------------------------------------------------------------- |
| Cristian Bermúdez             | 10m bewegend doel (m) | 20e       | kwalificatie: 20ste met 554 punten (289-265)                                              |
| Julio César Sandoval Guerrero | 10m bewegend doel (m) | 17e       | kwalificatie: 17de met 563 punten (282-281)                                               |
|                               |                       |           |                                                                                           |
| Francisco Romero Arribas      | skeet                 | 24e       | kwalificatie: 22ste met 146 punten (24-24-25-25-24-24) halve finale: 24ste met 194 punten |

### Worstelen
| Olympiër       | Discipline     | Resultaat      | Prestatie                                                |
| Grieks-Romeins | Grieks-Romeins | Grieks-Romeins | Grieks-Romeins                                           |
| -------------- | -------------- | -------------- | -------------------------------------------------------- |
| Mynor Ramírez  | -48kg (m)      | 17e            | groep B: 9de V van GER Yildiz: 2-9 V van CHN Jiang: 0-16 |

### Zwemmen
| Olympiër                                                   | Discipline            | Resultaat | Prestatie                  |
| ---------------------------------------------------------- | --------------------- | --------- | -------------------------- |
| Gustavo Bucaro                                             | 50m vrije slag (m)    | 63e       | serie 3: 6de in 25,84      |
| Andrés Sedano                                              | 50m vrije slag (m)    | 60e       | serie 3: 4de in 25,53      |
| Gustavo Bucaro                                             | 100m vrije slag (m)   | 58e       | serie 3: 4de in 54,74      |
| Helder Torres                                              | 100m vrije slag (m)   | 61e       | serie 3: 6de in 55,38      |
| Gustavo Bucaro                                             | 200m vrije slag (m)   | 40e       | serie 3: 4de in 1.58,13    |
| Helder Torres                                              | 200m vrije slag (m)   | 44e       | serie 2: 2de in 2.00,04    |
| Gustavo Bucaro                                             | 400m vrije slag (m)   | 40e       | serie 1: 2de in 4.11,48    |
| Helder Torres                                              | 400m vrije slag (m)   | 44e       | serie 1: 4de in 4.20,38    |
| Helder Torres                                              | 1500m vrije slag (m)  | 29e       | serie 1: 6de in 17.06,08   |
| Roberto Bonilla                                            | 100m schoolslag (m)   | 49e       | serie 2: 3de in 1.08,27    |
| Roberto Bonilla                                            | 200m schoolslag (m)   | 43e       | serie 2: 5de in 2.28,97    |
| Gustavo Bucaro                                             | 100m vlinderslag (m)  | 57e       | serie 2: 3de in 59,68      |
| Roberto Bonilla                                            | 200m wisselslag (m)   | DSQ       | serie 2: gediskwalificeerd |
| Roberto Bonilla                                            | 400m wisselslag (m)   | 31e       | serie 1: 3de in 4.43,54    |
| Andrés Sedano Roberto Bonilla Helder Torres Gustavo Bucaro | 4x100m vrije slag (m) | 17e       | serie 3: 6de in 3.42,53    |
| Andrés Sedano Roberto Bonilla Helder Torres Gustavo Bucaro | 4x200m vrije slag (m) | 17e       | serie 1: 6de in 8.07,30    |
| Andrés Sedano Roberto Bonilla Helder Torres Gustavo Bucaro | 4x100m wisselslag (m) | 23e       | serie 3: 8ste in 4.12,65   |
|                                                            |                       |           |                            |
| Blanca Morales                                             | 100m vlinderslag (v)  | 41e       | serie 2: 5de in 1.05,02    |
| Blanca Morales                                             | 200m vlinderslag (v)  | 43e       | serie 2: 3de in 2.21,97    |

Albanië · Algerije · Amerikaanse Maagdeneilanden · Amerikaans-Samoa · Andorra · Angola · Antigua en Barbuda · Argentinië · Aruba · Australië · Bahama's · Bahrein · Bangladesh · Barbados · België · Belize · Benin · Bermuda · Bhutan · Bolivia · Bosnië en Herzegovina · Botswana · Brazilië · Britse Maagdeneilanden · Bulgarije · Burkina Faso · Canada · Centraal-Afrikaanse Republiek · Chili · China · Chinees Taipei · Colombia · Congo-Brazzaville · Cookeilanden · Costa Rica · Cuba · Cyprus · Denemarken · Djibouti · Dominicaanse Republiek · Duitsland · Ecuador · Egypte · El Salvador · Equatoriaal-Guinea · Estland · Ethiopië · Fiji · Filipijnen · Finland · Frankrijk · Gabon · Gambia · Gezamenlijk team · Ghana · Grenada · Griekenland · Groot-Brittannië · Guam · Guatemala · Guinee · Guyana · Haïti · Honduras · Hongarije · Hongkong · Ierland · IJsland · India · Indonesië · Irak · Iran · Israël · Italië · Ivoorkust · Jamaica · Japan · Jemen · Jordanië · Kaaimaneilanden · Kameroen · Kenia · Koeweit · Kroatië · Laos · Lesotho · Letland · Libanon · Libië · Liechtenstein · Litouwen · Luxemburg · Madagaskar · Malawi · Malediven · Maleisië · Mali · Malta · Marokko · Mauritanië · Mauritius · Mexico · Monaco · Mongolië · Mozambique · Myanmar · Namibië · Nederland · Nederlandse Antillen · Nepal · Nicaragua · Nieuw-Zeeland · Niger · Nigeria · Noord-Korea · Noorwegen · Oeganda · Oman · Oostenrijk · Pakistan · Panama · Papoea-Nieuw-Guinea · Paraguay · Peru · Polen · Portugal · Puerto Rico · Qatar · Roemenië · Rwanda · Saint Vincent‑Grenadines · Salomonseilanden · Samoa · San Marino · Saoedi-Arabië · Senegal · Seychellen · Sierra Leone · Singapore · Slovenië · Soedan · Spanje · Sri Lanka · Suriname · Swaziland · Syrië · Tanzania · Thailand · Togo · Tonga · Trinidad en Tobago · Tsjaad · Tsjecho-Slowakije · Tunesië · Turkije · Uruguay · Vanuatu · Venezuela · Verenigde Arabische Emiraten · Verenigde Staten · Vietnam · Zaïre · Zambia · Zimbabwe · Zuid-Afrika · Zuid-Korea · Zweden · Zwitserland · Onafhankelijke olympische deelnemers